# Microglanis malabarbai
Microglanis malabarbai és una espècie de peix de la família dels pseudopimelòdids i de l'ordre dels siluriformes.

## Morfologia
- Els mascles poden assolir 5 cm de longitud total.[5]

## Hàbitat
És un peix d'aigua dolça i de clima tropical.

## Distribució geogràfica
Es troba a Sud-amèrica: riu Ijuí (afluent del riu Uruguai, Rio Grande do Sul, Brasil).